# Igboland
Igboland (igbo: Àlà Ị̀gbò) o Southeastern Nigeria és una regió cultural i lingüística no governamental de Nigèria que està definida per la cultura igbo i la llengua igbo. Està situada a la zona del Delta del Níger a l'Àfrica Occidental. Les seves terres són a les dues ribes del baix riu Níger, tot i que Igboland té més territori a l'est del riu. La regió està envoltada per una sèrie de rius cabalosos. La cultura d'Igboland ha estat conformada pel clima de selva tropical. Com que constitueix una gran part del sud-est de Nigèia, sovint és referit com L'Est per les poblacions locals. La majoria dels igboparlants d'Igboland són identificats com del poble igbo.
Les restes humanes més antigues de la regió que s'han trobat són del 4.500 aC. Ho han fet a la zona central de la regió, d'on els igbos creuen que provenen. Al Segle X es va formar al nord de la regió el Regne de Nri. Aquest és considerat com el fundador de la cultura d'Igboland, els seus costums i les seves pràctiques religioses, així com la monarquia més antiga de l'actual Nigèria. Al sud d'Igboland es van conformar molts grups desenvolupats, entre els quals destaca la Confederació Aro (S. XVII-XX). Igboland formà part de la colònia de Nigèria Meridional de l'Imperi Britànic abans de la independència de Nigèria. Poc després d'aquesta, la regió fou involucrada en la Guerra de Biafra.

## Història
- Vegeu l'article principal: Cronologia de la història dels igbos.

### Història antiga
Entre les ciutats d'Okigwe (Imo) i Nsukka (Estat d'Enugu) s'ha trobat el primer assentament humà de la regió, datat del 4.500 aC. La majoria dels igbos pensen que provenen d'aquesta petita zona, on van néixer moltes de les seves tribus, grups, reialmes i estats. Abans del període modern, Igboland estava fragmentat políticament. Al voltant del Segle X, al nord s'hi va constituir el Regne de Nri, que és considerat com el fundador de la cultura, costums i pràctiques religioses d'Igboland, així com la monarquia més antiga de l'actual Nigèria.
A Igboland s'hi van fundar altres reialmes després de Nri que foren resultat directe o indirecte de l'anterior; el més poderós fou la Confederació Aro, que es va formar al Segle XVII a la zona de l'actual Estat de Cross River i que perdurà fins a la colonització britànica.
Al sud d'Igboland hi hagué molts grups que es van desenvolupar independents de la influència de Nri; la majoria eren del poble Isu (subgrup humà dels igbos), que avui en dia viuen a Imo.

### Edat medieval i moderna

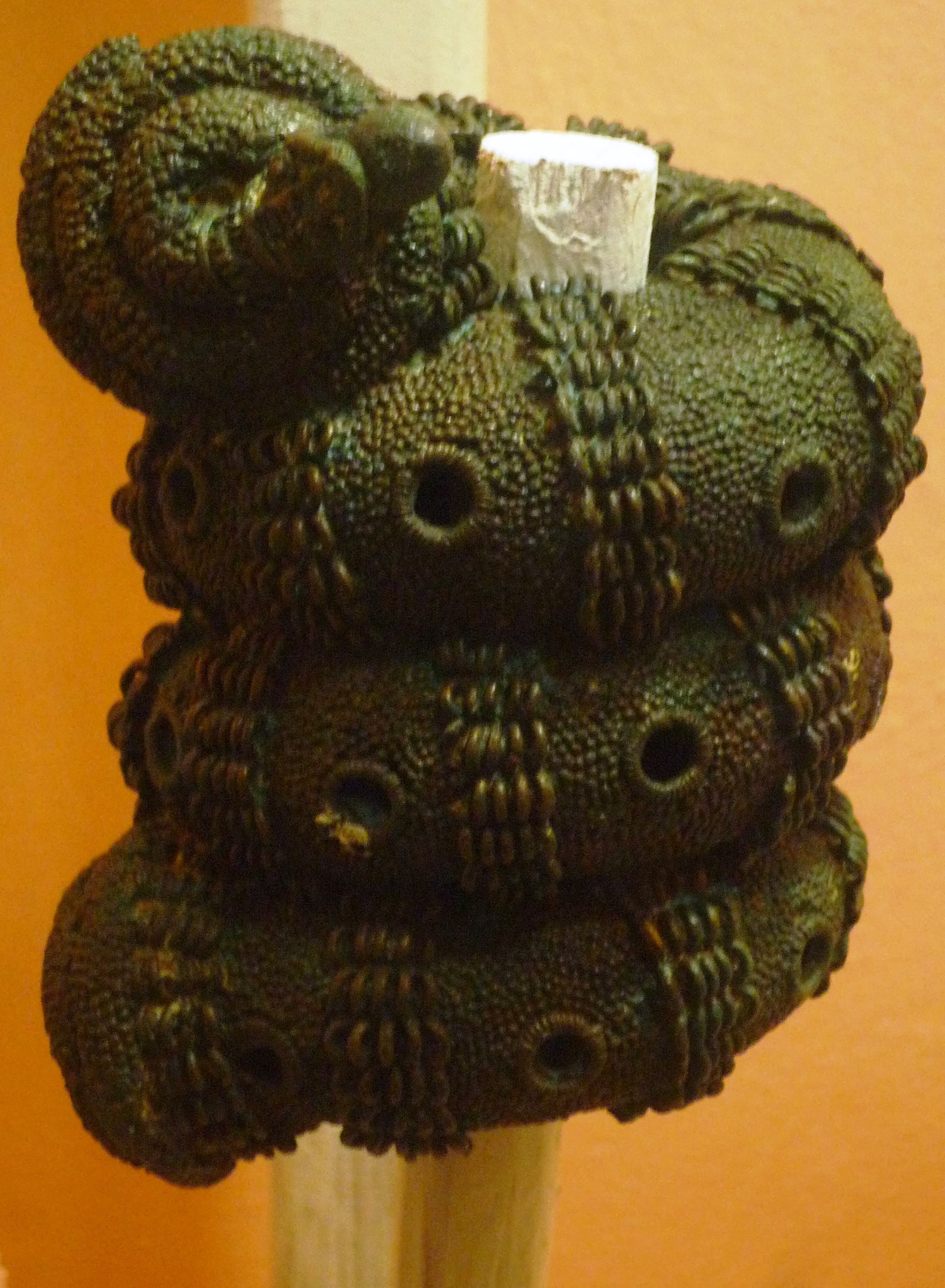
Igbo Ukwu fou el lloc d'una indústria antiga de bronze que fou redescoberta al.

Les rutes comercials dels igbos arribaven a llocs com La Meca, Medina i Jiddah a l'edat medieval. A cementiris de la regió s'hi ha trobat rosaris procedents de l'Índia del segle ix. Els cementiris foren associats amb el Regne de Nri, que, segons l'etnohistòria igbo, s'ha considerat que va començar en aquesta època.
La costa propera a Igboland fou un lloc de contacte entre els europeus i els igbos a partir del segle xv. Igboland era coneguda històricamet com el País Ibo, Ebo o Heebo pels primers exploradors europeus. Igboland fou conquerida per l'Imperi Britànic després de dècades de resistència. Entre aquestes lluites dels igbos hi destaquen l' Ekumeku Movement' (1883-1914), la Guerra Anglo-Aro (1901-1902) i la Lluita de les Dones Aba (1929).

## Edat contemporània

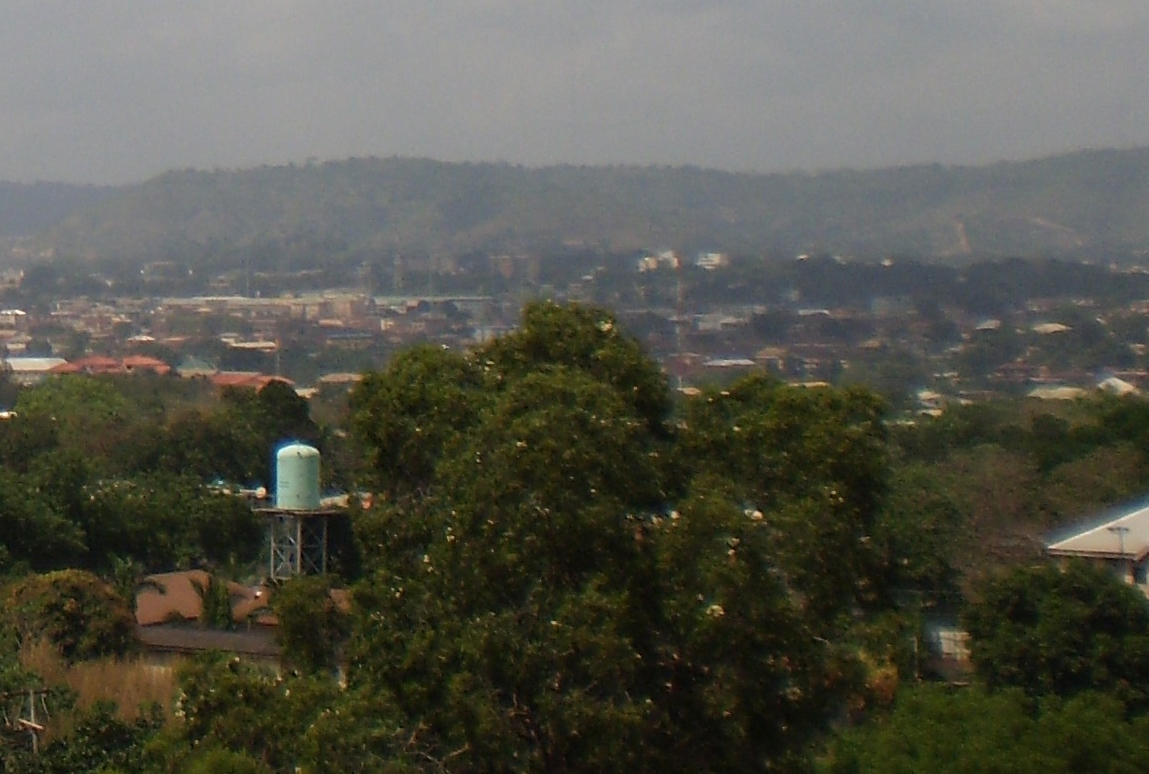
Enugu, la capital de l'antiga regió oriental de Nigèria. Enugu és considerada la capital d'Igboland.

Després de la independència de Nigèria del Regne Unit el 1960, la majoria d'Igboland fou incluida a la Regió Oriental; aquesta regió més endavant va formar el nucli de la secessionista República de Biafra. El 1970, després de tres anys de guerra, Biafra fou derrotada pel govern federal de Nigèria, que tenia el suport del Regne Unit, l'URSS i la República Àrab Unida, entre d'altres. El moviment a favor de la sobirania de Biafra ha continuat amb el partit polític MASSOB (Movement for the Actualization of the Souvereign State of Biafra).

## Geografia i biodiversitat

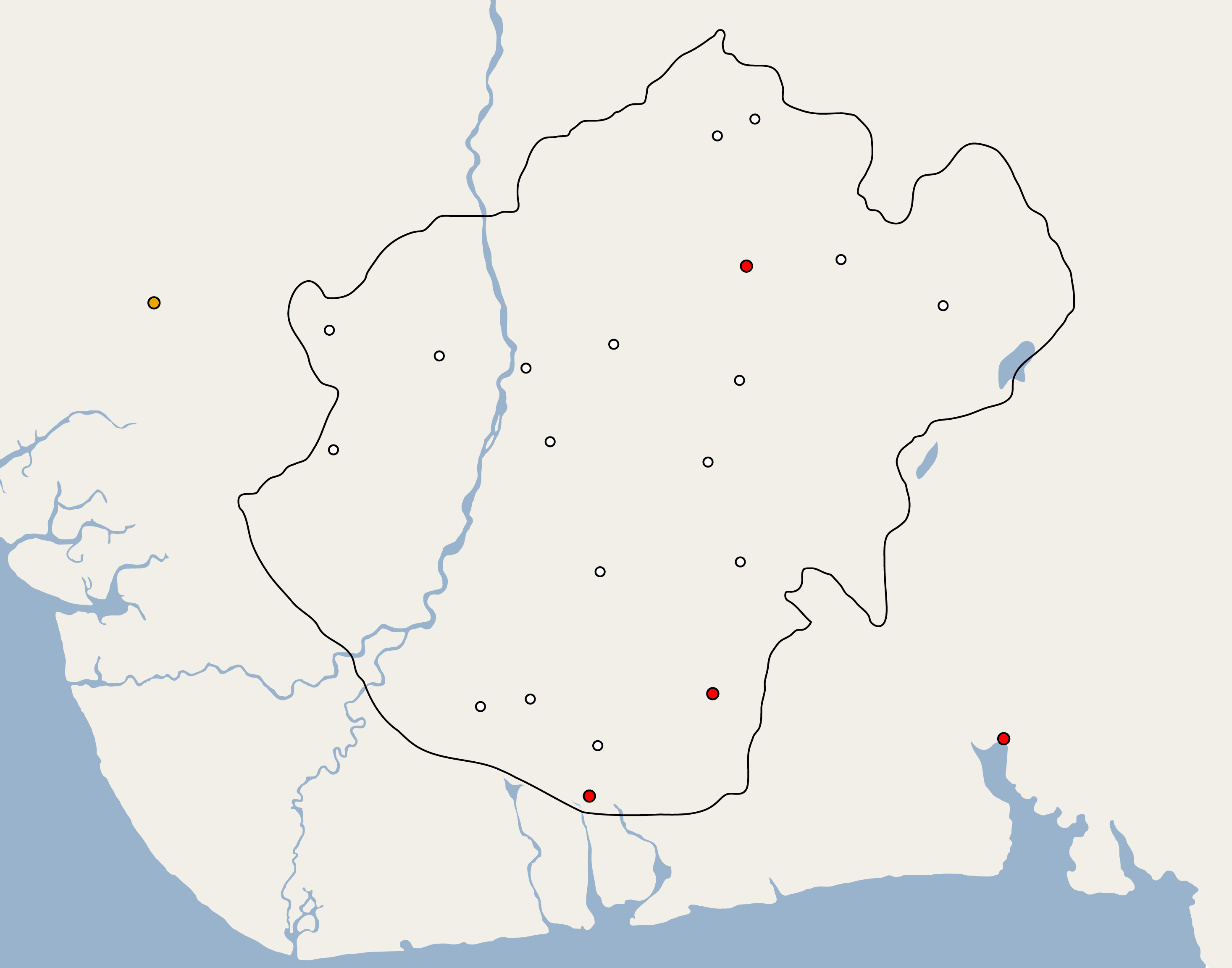
Mapa d'Igboland

Igboland és una gran part de la regió del sud-est de Nigèria. La majoria del territori és a l'est del riu Níger. S'estén a través de les regions d'Aniocha, Ndokwa, Ukwuani i Ika, a l'actual Estat del Delta i a parts de l'Estat d'Edo. El limita a l'est el riu Cross (que fa frontera entre Nigèria i el Camerun, tot i que hi ha petites comunitats igbos a la riba camerunesa del riu). El seu punt més septentrional és al voltant de la ciutat de Nsukka, ja a la zona de sabana, i el seu extrem meridional toca amb l'oceà Atlàntic, amb petites comunitats a l'Illa Bonny i a la ciutat costanera d'Opobo, que són territoris igboparlants.
Igboland la conformen els actuals estats nigerians d'Abia, Anambra, Ebonyi, Enugu, Imo i gran part dels estats Delta i Rivers. A més a més, també té petites zones d'Akwa Ibom, Benue-Plateau, Bayelsa, Cross River, Estat d'Edo i Kogi. A Igboland hi viuen més de 30 milions d'habitants i té una densitat de població des de 1.000 habitants per quilòmetre quadrat a les seves zones més densament poblades fins als 350 habitants per quilòmetre quadrat a les que ho són menys. És considerada la zona més densament poblada d'Àfrica, després de la vall del Nil. Igboland té una superfície d'entre 15.800 i 16.000 km².